# Juan Antonio Monroy
Juan Antonio Monroy fue periodista, escritor y conferenciante internacional de fe protestante.

## Biografía[1]
Nació en Rabat, entonces Marruecos francés, el 13 de junio de 1929, de padre francés y madre española.
Desde 1951 es pastor de Iglesias de Cristo de España.
Fue convertido en Tánger (Zona Internacional de Tánger) en octubre de 1951, bajo el ministerio del pastor y misionero cubano Rubén Lores (1924-1992). 
En 1953 ingresó como estudiante en un Instituto Bíblico árabe en Marruecos. Entre 1954 y 1955 estuvo como pastor en dos iglesias de Tenerife. 
En 1955 se trasladó nuevamente a Tánger, donde estuvo al frente de la Iglesia en la que había sido convertido y donde fundó la revista “Luz y Verdad”, que dirigió hasta 1959, y el programa semanal de Radio “La Estrella Matutina”.
En 1956 pasó a ser director nacional, en sustitución de Samuel Vila, de la Misión Cristiana Española fundada por Zacarías Carles, con sede en Toronto, hasta que dimitió en 1962.
En 1961 se trasladó a Londres, donde siguió estudios en inglés, literatura y periodismo. Terminada su estancia en Londres regresó a Tánger, donde fundó otra revista cristiana: “La Verdad”. En 1964 vivió diez meses en Nueva York. 
En enero de 1965 organizó en España el Movimiento de Restauración. En el verano de 1965 se trasladó a Madrid, donde fundó la “Librería Cristiana”, la “Editorial Irmayol” y las revistas “Restauración” y “Primera Luz”. “Restauración” se publicó hasta 1985. 
En 1968 inició en Madrid un programa de Radio que ha llegado a transmitirse diariamente en 40 emisoras de España y en 60 de los Estados Unidos y América Latina.
En 1986 fundó la revista “Vínculo” y en 1988 otra revista en idioma inglés, “The European Challenge”. En enero de 1990 inició la publicación de una nueva y más importante revista, “Alternativa 2000”. En Madrid fundó también la “Iglesia de Cristo” que tiene su sede en el número 25 de la calle Teruel. Esta iglesia ha contribuido al establecimiento de cuatro congregaciones en los alrededores de Madrid y 20 más en otros lugares de España. 
Ha ocupado cargos destacados en organizaciones interdenominacionales del protestantismo español, entre ellos presidente de la Federación de Entidades Religiosas Evangélicas de España (FEREDE).
Juan Antonio Monroy ha escrito más de 35 libros y ha traducido 12 del francés y del inglés. Algunos de sus libros han sido traducidos al inglés, portugués y francés. Ha viajado por 54 países del mundo y publicado dos libros de viajes. 
Es ciudadano honorario de Texas, Oklahoma, y de la ciudad de Houston. Doctor Honoris Causa por el Defenders Theological Seminary de Puerto Rico, tiene el mismo título por la Universidad Pepperdine de los Ángeles, California y un “Award” en Comunicación por la Universidad de Abilene, en Texas. 
Ha escrito y publicado más de tres mil artículos, que están siendo recogidos en distintos volúmenes. 
Figura inscrito en la tercera edición del anuario: “Quién es quién en las letras españolas”, del Instituto Nacional del Libro Español y en la Universidad de Cambridge, Inglaterra, edición 1981. 
Habla francés, inglés y árabe, además del español.
Desde el año 2003 es presidente del diario en línea Protestante Digital, siendo figura principal desde los comienzos del mismo, además de columnista del blog "Enfoque" y del espacio cultural "El punto en la palabra", ambos en el mismo diario en línea. También es columnista del diario Evangélico Digital.

## Obras
- La Biblia en el Quijote
- Cómo Vencer al Diablo
- La formación del Líder Cristiano
- El sueño de la razón
- Mensajes Radiofónicos: Guiones evangelísticos para programas de radio
- Obras Completas de Juan Antonio Monroy (11 tomos)
- El poder del Evangelio
- Las bienaventuranzas para nuestros días
- Estudios sobre el hombre
- Defensa de los protestantes españoles
- El mito de las apariciones
- Los tres encuentros
- La Biblia en el Quijote
- Libertad religiosa y ecumenismo
- Hombres de fuego
- Fuerte como la muerte
- Mente y espíritu
- Apuntando a la torre
- Inquieta juventud
- La iglesia católica ante la nueva situación de España
- Evolución y marxismo
- El misterio de Dios
- Sin hoz ni martillo
- Alforjas y caminos
- Historia del movimiento de Restauración
- Angustia, depresión y esperanza
- Un enfoque evangélico a la Teología de la Liberación
- Juicio crítico al catolicismo español (3 vols.)
- Entre la vida y la muerte
- Frank País
- Un líder evangélico en la Revolución Cubana
- ¿En qué creen los que no creen?
- Los intelectuales y la religión
- Los Evangelios en Shakespeare
- Otro viaje a Francia
- La muerte de Don Quijote
- Notas para una biografía
- Mis amigos muertos
- Dimensiones mágicas del amor
- En un cruce de caminos
- ¿Dónde estaba Dios?